# 黒いドレスの女
『黒いドレスの女』（くろいドレスのおんな）は、北方謙三のハードボイルド小説。1987年に原田知世主演で映画化された。

## 書誌情報
- 『黒いドレスの女』 1985年、角川書店、ISBN 4-04-872407-X
- 『黒いドレスの女』 1986年、角川文庫、ISBN 4-04-161205-5

## 映画
角川春樹事務所の製作、東宝の配給により1987年3月14日に公開された。同時上映は澤井信一郎監督の『恋人たちの時刻』。

### キャスト
- 朝吹冽子：原田知世
- 田村秀介：永島敏行
- 三井葉子：藤真利子
- アキラ：藤タカシ
- 和久田：本間優二
- 小夜子：一色采子
- 山尾：清水昭博
- めぐみ：伊藤幸子
- 野木原：中村嘉葎雄
- 大野：成田三樹夫
- 朝吹英一郎：橋爪功
- 立岡：室田日出男
- 山本：時任三郎
- 庄司：菅原文太
- 榎木兵衛、伊藤洋三郎、飯田浩幾、渥美博、菅田俊、中瀬博文　ほか

### スタッフ
- 監督：崔洋一
- 製作：角川春樹
- プロデューサー：黒澤満、青木勝彦
- 原作：北方謙三（角川文庫版）
- 脚本：田中陽造
- 撮影：浜田毅
- 美術：今村力
- 照明：長田達也
- 録音：中野俊夫
- 編集：冨田功
- 助監督：佐藤敏宏
- キャスティング：飯塚滋
- 製作主任：杉崎隆行、坂本忠久
- 音楽：佐久間正英
- 音楽プロデューサー：石川光
- 音楽協力：V・F・Vスタジオ
- 主題歌「Tambourine」dip in the pool
- オリジナルサウンドトラック 制作：角川レコード 発売：ムーンレコード
- 助監督：北浜雅弘、佐々部清、遠田裕司
- リーレコ：杉本潤
- 効果：坂井三郎
- 記録：内田絢子
- 美術デザイナー：小澤秀高
- 装置：浜中一文
- セット付：貫井健二
- 衣裳：山田実
- スタイリスト：岡田玲子
- ヘアー・メイク：中元睦子、松田和子、直江広武
- 特殊メイク：原口智生
- 特殊効果：BIGSHOT（納富貴久男）
- カースタント：TAKA
- 技斗：國井正廣
- スチール：目黒裕司
- 製作進行：市山隆治、松田時吉
- 現像：東京現像所
- MA：にっかつスタジオセンター
- 製作協力：セントラル・アーツ